# Варна (дворец)
Вижте пояснителната страница за други значения на Варна.
Дворецът „Варна“ (на датски: Varna Palæet) се намира в гориста местност, южно от град Орхус в Дания. Името му е дадено в чест на град Варна.

## История
Дворецът е построен през 1908 г. от датския архитект Егерт Ахен в неокласически стил за Датското национално изложение през 1909 г. Намира се в имението на барон Кристиян Герсдорф, който по време на Руско-турската война от 1828 – 1829 г. е генерал в руската армия. За кратко е във Варна и Силистра. След като се завръща в Дания, кръщава двете си мелници Варна и Силистра. През 1877 г. мелниците са изоставени.
През 1913 г. започва да се провежда Варненското соаре, в което участват актьори, музиканти, и оперни певци и се провеждат поетични рецитали. Дворецът се превръща в туристическа атракция и през 1913 г. е посетен от над 12 000 души. През 1916 г. е електрифициран, а от 1930 г. има централно отопление, което удължава Мястото продължава да бъде популярно и през 1936 г., когато по време на летните празници на слънцестоенето е посетено от около 20 000 души.
През 1971 г. дворецът е основно реновиран и на първия етаж са изградени заседателни зали. Приземният етаж е ресторант, който през 1984 и 2010 г. е реновиран.